# Otto Struve
Otto Ljudvigovič Struve (Charkiv, 12 agosto 1897 – Berkeley, 6 aprile 1963) è stato un astronomo russo naturalizzato statunitense.
| Asteroidi scoperti: 2 | Asteroidi scoperti: 2 |
| --------------------- | --------------------- |
| 991 McDonalda         | 24 ottobre 1922       |
| 992 Swasey            | 14 novembre 1922      |

## Biografia
Era figlio di Gustav Wilhelm Ludwig Struve, professore di astronomia, nipote di Otto Wilhelm von Struve e pronipote di Friedrich Georg Wilhelm von Struve, tutti astronomi; suo zio era Karl Hermann Struve, astronomo anch'egli.
Interruppe gli studi per partecipare alla prima guerra mondiale e fu ferito combattendo durante la guerra civile russa sul fronte dell'Armata Bianca. Quando si rese conto che i bianchi stavano perdendo la guerra, si ritirò presso Sebastopoli dove il padre, che lo aveva accompagnato, morì nel novembre del 1920.
Durante l'anno e mezzo che Otto trascorse in esilio a Gallipoli in Turchia, e più tardi a Costantinopoli, divenne indigente e dovette lavorare come taglialegna. Fu informato che il fratello Werner era morto di tubercolosi e sua sorella era annegata. Scrisse quindi allo zio Hermann Struve in Germania per chiedere il suo appoggio, ma anche lui era morto pochi mesi addietro.
Tuttavia, la vedova di Hermann Struve chiese al successore di suo marito di raccomandarlo presso l'osservatorio di Yerkes, a Chicago.
Struve si trasferì negli Stati Uniti e iniziò una promettente carriera in astronomia, ricevette il Ph.D. nel 1923 e divenne cittadino statunitense nel 1927. Succedette a Frost nella carica di direttore dell'Osservatorio di Yerkes. Divenne infine direttore di quattro osservatori, fu collaboratore dell'Astrophysical Journal e scrisse numerosi libri, in aggiunta alle ricerche di carattere astronomico.
Si occupò in particolare della rotazione stellare, giungendo alla conclusione che la gran maggioranza delle stelle a rotazione lenta avessero perso gran parte del loro momento angolare iniziale a favore di un disco protoplanetario, dal quale si sarebbero poi formati dei pianeti. Stimò che nella galassia vi possano essere ben 50 miliardi di sistemi planetari.
Struve fu uno dei primi scienziati ad esprimere il parere che la vita, anche intelligente, possa essere largamente diffusa nell'universo. In proposito scrisse:
Fu presidente dell'Unione Astronomica Internazionale.
In qualità di vicepresidente dell'Unione Astronomica Internazionale dal 1948 al 1952 e presidente dal 1952 al 1955, fu determinante nell'impedire alle tensioni della Guerra Fredda di distruggere quell'organizzazione.
Nel 1925 sposò la cantante Mary Martha Lanning. Non ebbero figli, così terminò la dinastia Struve.

## Riconoscimenti
- Medaglia d'Oro della Royal Astronomical Society (1944)
- Medaglia Bruce (1948)
- Medaglia Henry Draper (1949)
- Medaglia Rittenhouse (1954)
- Henry Norris Russell Lectureship (1957)

Portano il suo nome:
- Il cratere Struve sulla Luna
- L'asteroide 2227 Otto Struve
- L'Otto Struve Telescope presso l'Osservatorio McDonald.